# パッセンジャー・リスト
パッセンジャー・リスト (英：Passenger List) とは、ブランデーをベースとするカクテルであり、ショートドリンク（ショートカクテル）に分類される。
シャルトリューズとバイオレット・リキュールという、特徴的な香りを持つ2つのリキュールを使用したカクテルであり、その香りが特筆される。

## 標準的なレシピ
- ブランデー
- ドライ・ジン
- バイオレット・リキュール
- シャルトリューズ・ジョーヌ （イエロー）

以上を等量ずつ用い、そこに、ペルノーを、1 dash（5〜6滴ほど）加える。
以上の材料をシェイクし、カクテル・グラス（容量75〜90ml程度）に注ぐ。